# Eurytomocharis nilamburensis
Eurytomocharis nilamburensis är en stekelart som beskrevs av Durgadas Mukerjee 1981. Eurytomocharis nilamburensis ingår i släktet Eurytomocharis och familjen kragglanssteklar. Inga underarter finns listade i Catalogue of Life.